# Кристиан Август (Золмс-Лаубах)
Кристиан Август фон Золмс-Лаубах (на немски: Christian August zu Solms-Laubach; * 1 август 1714, Вецлар; † 20 февруари 1784, Лаубах) е имперски граф на Золмс-Лаубах и императорски таен съветник.

## Произход
Той е третият син на граф и имперския съветник Фридрих Ернст фон Золмс-Лаубах (1671 – 1723) и съпругата му Фридерика Шарлота фон Щолберг-Гедерн (1686 – 1739), дъщеря на граф Лудвиг Кристиан фон Щолберг-Гедерн (1652 – 1710).

## Фамилия
Първи брак: на 27 декември 1738 г. в Бирщайн с принцеса Елизабет Амалия Фридерика фон Изенбург (* 20 ноември 1720, Бирщайн; † 22 ноември 1748, Лаубах), дъщеря на княз Волфганг Ернст I фон Изенбург-Бюдинген (1686 – 1754) и първата му съпруга графиня Фридерика Елизабет фон Лайнинген-Дагбург-Емихсбург. Те имат децата:
- Фридрих Ернст Карл (1740 – 1759)
- София Кристина Вилхелмина (1741 – 1772), омъжена на 24 август 1756 г. в Лаубах за княз Фердинанд Вилхелм Ернст фон Золмс-Браунфелс (1721 – 1783)
- Георг Август Вилхелм (1743 – 1772), граф на Золмс-Лаубах, женен на 2 ноември 1767 г. в Бюдинген за принцеса Елизабет Шарлота фон Изенбург (1753 – 1829)
- Мария Терезия (1747 – 1817), монахиня в Гандерсхайм

Втори брак: на 11 февруари 1751 г. в Лангенщайн с принцеса Каролина Амалия Адолфина фон Насау-Зиген (* 26 ноември 1715, Зиген; † 10 август 1752, Лаубах), дъщеря на принц Фридрих Вилхелм I Адолф фон Насау-Зиген и принцеса Амалия Луиза от Курландия. Те имат:
- мъртвородена дъщеря (*/† 9 август 1752)[4]

Трети брак: на 28 октомври 1753 г. в Лаубах с Доротея Вилхелмина Бьотихер, гарфиня фон Льовензе (* 7 февруари 1725; † 27 август 1754, Лаубах). Те имат една дъщеря:
- Кристиана Луиза (1754 – 1815), омъжена на 19 декември 1787 г. в Лаубах за принц Фридрих Карл Лудвиг фон Хоенлое-Кирхберг (1751 – 1791)